# Giải đua ô tô Công thức 1 Brasil 2007
Giải đua ô tô Công thức 1 Brasil năm 2007 là chặng đua thứ mười bảy và là chặng cuối cùng của giải vô địch thế giới Công thức 1 năm 2007. Giải được tổ chức vào ngày 21 tháng 10 năm 2007.

## Xếp hạng chi tiết
| STT     | Số xe | Tay đua              | Đội đua            | Số vòng | Thời gian    | Xuất phát | Điểm |
| ------- | ----- | -------------------- | ------------------ | ------- | ------------ | --------- | ---- |
| 1       | 6     | Kimi Räikkönen       | Ferrari            | 71      | 1:28:15,270  | 3         | 10   |
| 2       | 5     | Felipe Massa         | Ferrari            | 71      | +1,493 giây  | 1         | 8    |
| 3       | 1     | Fernando Alonso      | McLaren-Mercedes   | 71      | +57,019 giây | 4         | 6    |
| 4       | 16    | Nico Rosberg         | Williams-Toyota    | 71      | +62,848 giây | 10        | 5    |
| 5       | 10    | Robert Kubica        | BMW Sauber         | 71      | +70,957 giây | 7         | 4    |
| 6       | 9     | Nick Heidfeld        | BMW Sauber         | 71      | +71,317 giây | 6         | 3    |
| 7       | 2     | Lewis Hamilton       | McLaren-Mercedes   | 70      | +1 vòng      | 2         | 2    |
| 8       | 12    | Jarno Trulli         | Toyota             | 70      | +1 vòng      | 8         | 1    |
| 9       | 14    | David Coulthard      | Red Bull-Renault   | 70      | +1 vòng      | 9         |      |
| 10      | 17    | Kazuki Nakajima      | Williams-Toyota    | 70      | +1 vòng      | 19        |      |
| 11      | 11    | Ralf Schumacher      | Toyota             | 70      | +1 vòng      | 15        |      |
| 12      | 22    | Takuma Sato          | Super Aguri-Honda  | 69      | +2 vòng      | 18        |      |
| 13      | 18    | Vitantonio Liuzzi    | Toro Rosso-Ferrari | 69      | +2 vòng      | 14        |      |
| 14      | 23    | Anthony Davidson     | Super Aguri-Honda  | 68      | +3 vòng      | 20        |      |
| Bỏ cuộc | 20    | Adrian Sutil         | Spyker-Ferrari     | 43      | Phanh        | 21        |      |
| Bỏ cuộc | 8     | Rubens Barrichello   | Honda              | 40      | Động cơ      | 11        |      |
| Bỏ cuộc | 4     | Heikki Kovalainen    | Renault            | 35      | Tai nạn      | 17        |      |
| Bỏ cuộc | 19    | Sebastian Vettel     | Toro Rosso-Ferrari | 34      | Thủy lực     | 13        |      |
| Bỏ cuộc | 7     | Jenson Button        | Honda              | 20      | Động cơ      | 16        |      |
| Bỏ cuộc | 15    | Mark Webber          | Red Bull-Renault   | 14      | Hộp số       | 5         |      |
| Bỏ cuộc | 21    | Sakon Yamamoto       | Spyker-Ferrari     | 2       | Va chạm      | 22        |      |
| Bỏ cuộc | 3     | Giancarlo Fisichella | Renault            | 2       | Va chạm      | 12        |      |